# Leiocephalus onaneyi
Espèce
Leiocephalus onaneyi est une espèce de sauriens de la famille des Leiocephalidae.

## Répartition
Cette espèce est endémique de l'Est de Cuba.

## Publication originale
- Garrido, 1973 : Nueva especie de Leiocephalus (Lacertilia, Iguanidae) para Cuba. Poeyana, vol. 116, p. 1-19.